# Daffy Duck in Hollywood (jeu vidéo)
Pour les articles homonymes, voir Daffy Duck in Hollywood.
Daffy Duck in Hollywood est un jeu vidéo de plates-formes sorti en 1994 sur Game Gear, Master System et Mega Drive. Le jeu a été développé par Probe Software et édité par Sega.
Il est basé sur le personnage Daffy Duck.